# Liste der Justizsenatoren von Hamburg
Dies ist eine Liste der Justizsenatoren von Hamburg.

## Justizsenatoren Hamburg (seit 1945)
| Name                       | Amtsantritt                                                   | Senat                                                        | Partei          |
| -------------------------- | ------------------------------------------------------------- | ------------------------------------------------------------ | --------------- |
| Oscar Toepffer             | 28. Juni 1945                                                 | Petersen                                                     | parteilos       |
| Rudolf Petersen            | 14. November 1945                                             | Petersen                                                     | CDU             |
| Christian Koch             | 15. November 1946                                             | Brauer I                                                     | FDP / parteilos |
| Wilhelm Kröger             | 29. November 1950                                             | Brauer II                                                    | SPD             |
| Edgar Engelhard            | 2. Dezember 1953                                              | Sieveking                                                    | FDP             |
| Wilhelm Kröger             | 21. Dezember 1957                                             | Brauer III                                                   | SPD             |
| Emilie Kiep-Altenloh       | 1. Januar 1961                                                | Nevermann I                                                  | FDP             |
| Gerhard Kramer             | 13. Dezember 1961 9. Juni 1965                                | Nevermann II Weichmann I                                     | SPD             |
| Peter Schulz               | 27. April 1966                                                | Weichmann II                                                 | SPD             |
| Ernst Heinsen              | 22. April 1970 9. Juni 1971                                   | Weichmann III Schulz I                                       | SPD             |
| Hans-Joachim Seeler        | 1. Januar 1973                                                | Schulz I                                                     | SPD             |
| Ulrich Klug                | 30. April 1974 12. November 1974                              | Schulz II Klose I                                            | FDP             |
| Gerhard Moritz Meyer       | 30. März 1977                                                 | Klose I                                                      | FDP             |
| Frank Dahrendorf           | 28. Juni 1978                                                 | Klose II                                                     | SPD             |
| Eva Leithäuser             | 28. November 1979 24. Juni 1981 2. Februar 1983               | Klose II von Dohnanyi I von Dohnanyi II                      | SPD             |
| Wolfgang Curilla           | 7. August 1986 20. Januar 1987 2. September 1987 8. Juni 1988 | von Dohnanyi II von Dohnanyi III von Dohnanyi IV Voscherau I | SPD             |
| Lore Maria Peschel-Gutzeit | 26. Juni 1991                                                 | Voscherau II                                                 | SPD             |
| Klaus Hardraht             | 15. Dezember 1993                                             | Voscherau III                                                | –               |
| Wolfgang Hoffmann-Riem     | 20. September 1995                                            | Voscherau III                                                | –               |
| Lore Maria Peschel-Gutzeit | 12. November 1997                                             | Runde                                                        | SPD             |
| Roger Kusch                | 31. Oktober 2001 17. März 2004                                | von Beust I von Beust II                                     | CDU             |
| Carsten-Ludwig Lüdemann    | 29. März 2006                                                 | von Beust II                                                 | CDU             |
| Till Steffen               | 7. Mai 2008 25. August 2010                                   | von Beust III Ahlhaus                                        | GAL             |
| Heino Vahldieck            | 30. November 2010                                             | Ahlhaus                                                      | CDU             |
| Jana Schiedek              | 23. März 2011                                                 | Scholz I                                                     | SPD             |
| Till Steffen               | 15. April 2015 28. März 2018                                  | Scholz II Tschentscher I                                     | Grüne           |
| Anna Gallina               | 10. Juni 2020 7. Mai 2025                                     | Tschentscher II Tschentscher III                             | Grüne           |